# 高砂線
高砂線（たかさごせん）は、かつて兵庫県加古川市の加古川駅から同県高砂市の高砂港駅までを結んでいた日本国有鉄道（国鉄）の鉄道路線（地方交通線）である。1980年（昭和55年）の国鉄再建法の施行により第1次特定地方交通線に指定され、1984年（昭和59年）12月1日に全線が廃止された。

## 概要

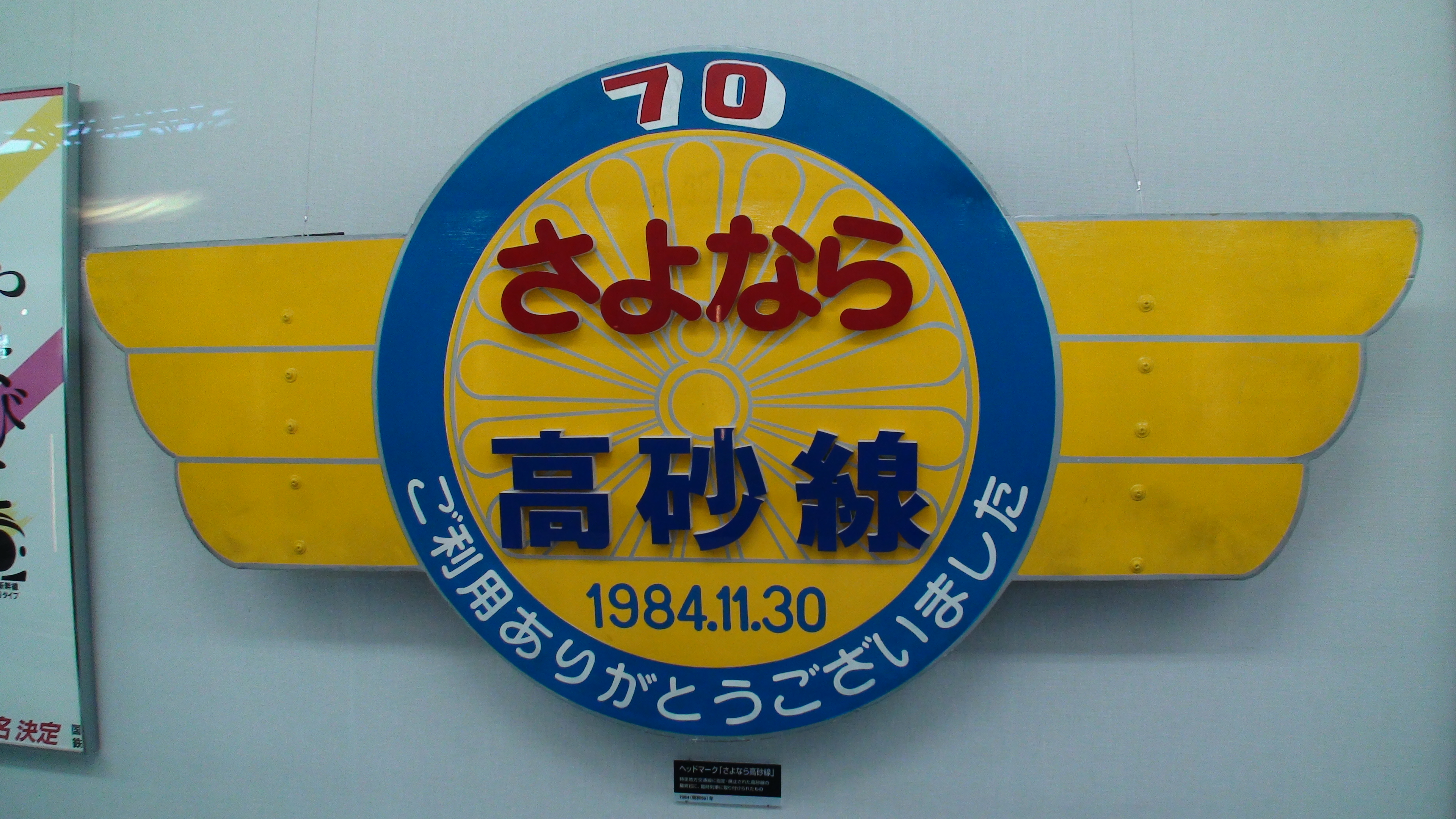
廃止時に取り付けられたヘッドマーク （鉄道博物館）

加古川の舟運を代替する目的で設立された播州鉄道が、舟運の物資集散地であった高砂と流域各地を結ぶ路線として開通させ、その後も貨物輸送を中心とした輸送体系が続いた。戦後は沿線に国鉄高砂工場も置かれ、貨物列車に加えて工場入出場のための回送列車も設定されており、高砂市中心部に乗り入れていたものの旅客列車は運転本数が少なかった（最末期は日中2時間間隔）。そのため旅客需要は神戸や姫路方面への直通電車を頻繁に運転する山陽電気鉄道や、加古川と行き来する便数が比較的多かった（当時日中30分間隔・尾上駅南方の大崎停留所 - 加古川駅間は15分間隔）神姫バスの利用がほとんどで、高砂線の利用者は定期運賃の安さから高校生が中心となっていた。
国鉄再建法の施行により特定地方交通線に指定され、兵庫県は鉄道存続を求め、高砂市は第三セクター鉄道での経営の可能性を模索していたが、加古川市は利用者の少ない鉄道を残す意味はほとんど無いと見ていたことや、加古川駅高架化のために結論を早めに出したいとの観点から、バス転換を含め検討した。最終的には、1984年12月1日に廃線、バス転換された。加古川線関連の支線のうち、北条線と三木線は第三セクター鉄道に転換され残ったが、この高砂線と鍛冶屋線は廃止になった。
なお、廃止時に列車に取り付けられていた、「さよなら高砂線」のヘッドマークは現在さいたま市にある鉄道博物館にて展示されている。

### 路線データ
- 路線距離（営業キロ）：8.0km（加古川駅 - 高砂駅間6.3km、高砂駅 - 高砂港駅間1.7km）
- 軌間：1067mm
- 駅数：7（貨物営業廃止直前。起終点駅含む）
- 複線区間：全線単線
- 電化区間：全線非電化

## 運行形態
国鉄時代、旅客列車は加古川駅 - 高砂駅間で運行され、日中は2時間に1本、ラッシュ時は40分 - 1時間毎の運行であった。1964年10月1日改正時点では1日16往復、1970年代から1980年代は1日13往復が設定されていたが、廃止直前の運転本数は1日12往復となっていた。

## 歴史
- 1913年（大正2年）12月1日：播州鉄道 加古川町駅 - 高砂口駅間（2.9M≒4.67km）が開業。北在家駅（初代）・尾上駅・高砂口駅が開業。
- 1914年（大正3年）9月25日：高砂口駅 - 高砂駅 - 高砂浦駅間（1.6M≒2.57km）が延伸開業。野口駅 - 尾上駅間で改マイルを実施し、0.3M（≒0.48km）延長。高砂駅・高砂浦駅（のちの高砂港駅）が開業。高砂口駅が廃止。北在家駅（初代）が野口駅に改称。尾上駅が停留場に変更され、移転[9]。
- 1915年（大正4年）
  - 1月26日：北在家停留場が開業。
  - 5月14日 加古川町駅が国有鉄道加古川駅に統合。
- 1917年（大正6年）10月9日：野口駅が停留場に変更。
- 1921年（大正10年）5月9日：高砂駅 - 高砂浦駅間の旅客営業廃止。
- 1923年（大正12年）12月21日：播丹鉄道に譲渡。
- 1928年（昭和3年）8月3日：北在家停留場が駅に変更。
- 1929年（昭和4年）9月4日：尾上停留場が駅に変更。
- 1930年（昭和5年）
  - 4月1日：営業キロをマイル表記からメートル表記に変更（4.8M→7.6km）。
  - 7月10日：高砂北口停留場が開業。
- 1933年（昭和8年）4月24日：北在家駅（2代目）が停留場に変更。
- 1943年（昭和18年）6月1日：播丹鉄道の国有化により、高砂線となる[10]。加古川駅 - 高砂間で改キロ (+0.1km)、高砂駅 - 高砂港駅間で改キロ (+0.3km)。停留場が駅に変更。北在家停留場が廃止。高砂浦駅が高砂港駅に改称。
- 1955年（昭和30年）2月10日：鶴林寺駅が開業。
- 1958年（昭和33年）11月1日：経営改善を目的に、加古川線管理所が設置される[11]。
- 1970年（昭和45年）4月1日：加古川線管理所が廃止される[11]。
- 1971年（昭和46年）3月13日：平野国道踏切（加古川駅 - 野口駅間、国道2号線）撤去、立体交差化[12][13]。
- 1981年（昭和56年）9月18日：第1次特定地方交通線として廃止承認。
- 1984年（昭和59年）
  - 2月1日：高砂駅 - 高砂港駅間 (1.7km) が廃止。全線の貨物営業が廃止。
  - 12月1日：加古川駅 - 高砂駅間 (6.3km) が廃止。

## 駅一覧・接続路線
- 接続路線は高砂 - 高砂港間廃止時点のもの。
- 全駅兵庫県に所在。

| 駅名           | 営業キロ | 営業キロ | 接続路線                         | 所在地   |
| 駅名           | 駅間     | 累計     | 接続路線                         | 所在地   |
| -------------- | -------- | -------- | -------------------------------- | -------- |
| 加古川駅       | -        | 0.0      | 日本国有鉄道：山陽本線・加古川線 | 加古川市 |
| 野口駅         | 2.0      | 2.0      | 別府鉄道：野口線                 | 加古川市 |
| 鶴林寺駅       | 0.7      | 2.7      |                                  | 加古川市 |
| 尾上駅         | 1.0      | 3.7      | 山陽電気鉄道：本線（尾上の松駅） | 加古川市 |
| 高砂北口駅     | 2.0      | 5.7      | 山陽電気鉄道：本線（電鉄高砂駅） | 高砂市   |
| 高砂駅         | 0.6      | 6.3      |                                  | 高砂市   |
| （貨）高砂港駅 | 1.7      | 8.0      |                                  | 高砂市   |

### 廃駅
路線廃止以前に廃止された駅。
- 北在家停留場：野口 - 尾上間（加古川起点2.9 km）、1943年6月1日廃止。
- 高砂口駅：尾上 - 高砂北口間（加古川起点4.5 km）、1914年9月25日廃止。

## 沿線風景
加古川駅を出てしばらくの区間は加古川線と線路を共有していた。加古川線が進路を北に向ける一方、高砂線は南東方向に分岐。築堤および陸橋によって山陽本線（現在は高架だが本路線営業当時は地平）・国道2号を乗り越え、ふたたび地平に降りつつ線路が南北方向へ向き変わり、加古川市役所東側の野口駅に到着した。野口駅では別府鉄道野口線が接続し、プラットフォームを共有していた。
そのまま南に下り、鶴林寺への最寄り駅・鶴林寺駅に到着した。鶴林寺駅を発車すると、国道250号（明姫幹線）・山陽新幹線・山陽電鉄本線をくぐり尾上駅に到着した。
尾上駅から線路は東西方向を向き、山陽電鉄本線の南側に沿う。第一加古川橋梁で加古川を横断し、高砂北口駅に到着した。
高砂北口駅から線路はふたたび南北方向を向き、西側から国鉄高砂工場などからの引き込み線が合流し、高砂駅に到着した。そのまま南下し、終点の高砂港駅に到着した。

## 廃線跡

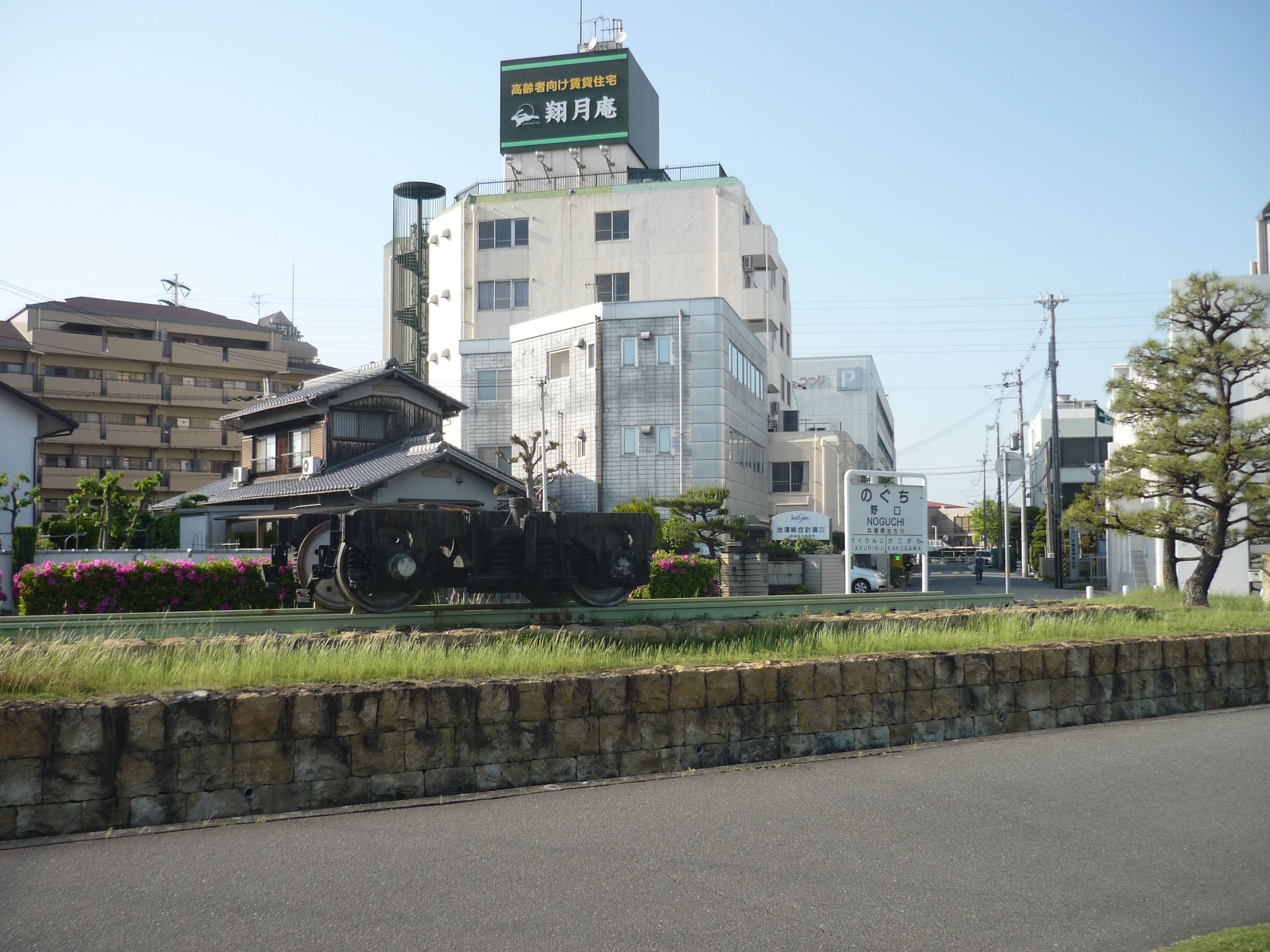
野口駅跡

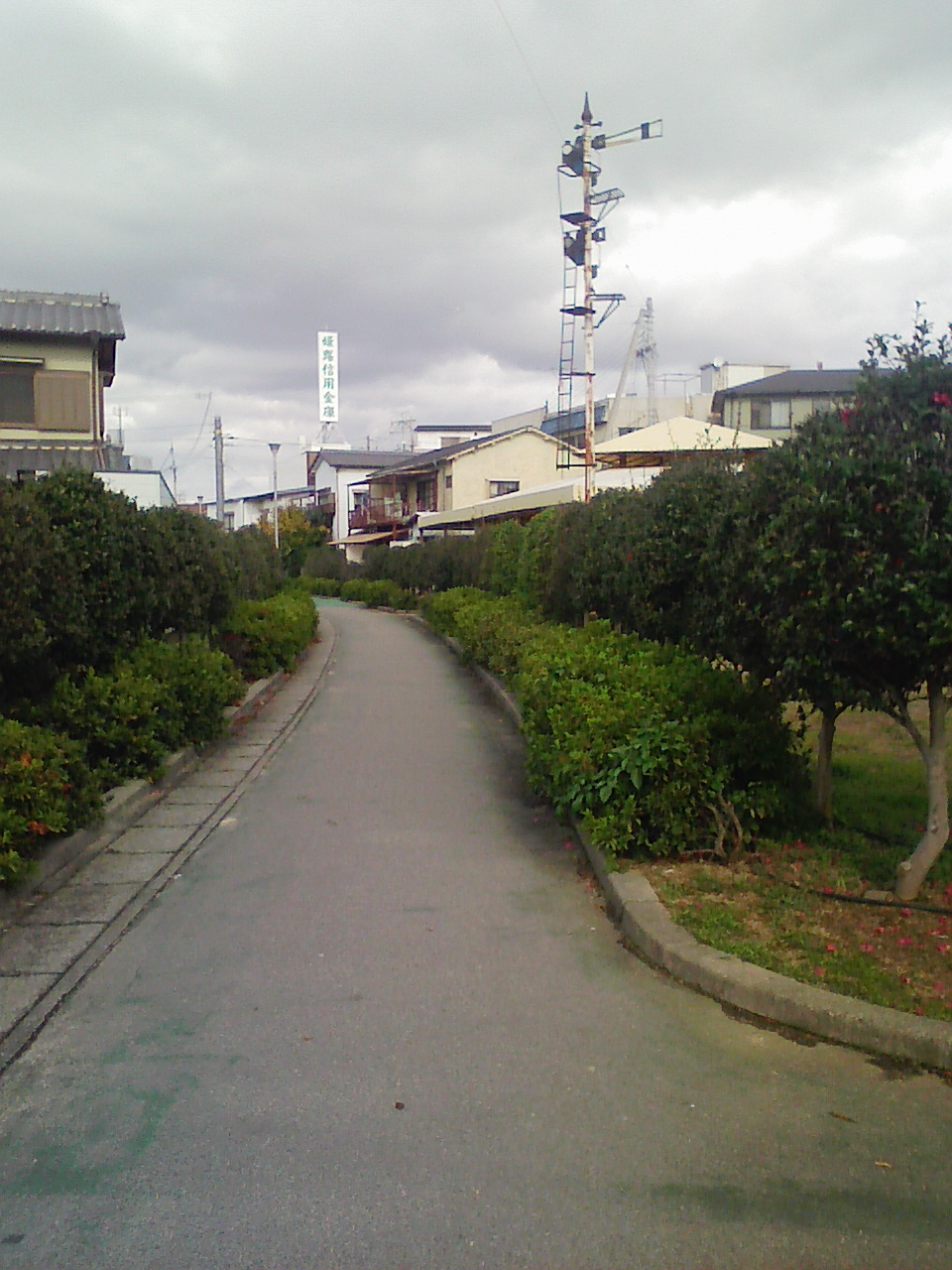
廃線跡の腕木信号機

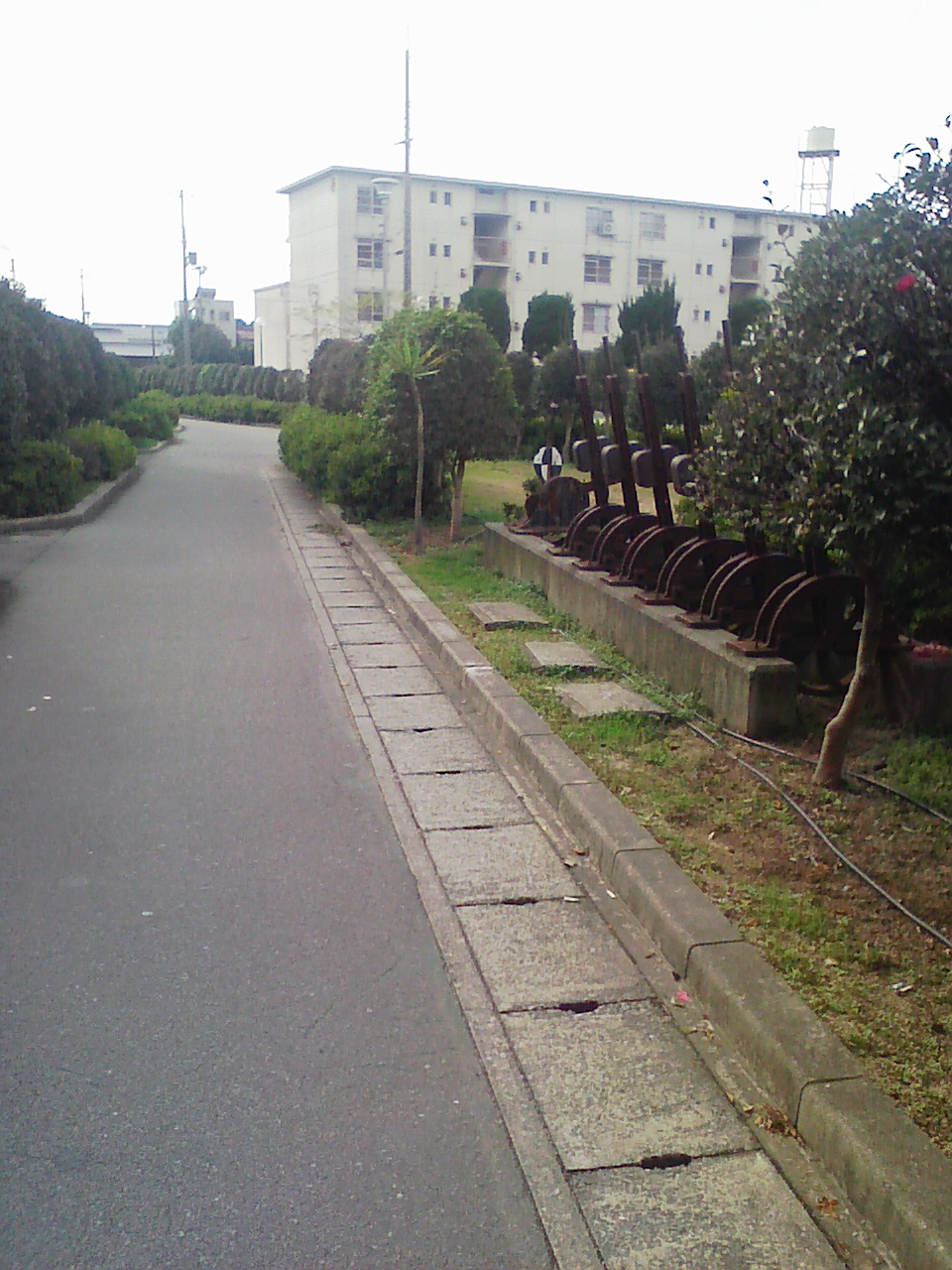
廃線跡の転轍機操作てこ

加古川駅周辺は高架化されたため、往時の痕跡は残っていない。山陽本線を跨いでいた陸橋は、廃止後は道路として使用されていたが、加古川駅付近高架化に伴い撤去された。国道2号線をまたいでいた橋梁は廃線後の1986年8月31日から9月1日にかけて撤去、乗り越え区間前後の築堤も完全に撤去されている。
山陽本線との交差地点から県道19号線までは道路（加古川市道平野・尾上線、愛称：鶴林新道）として1988年4月2日に転用されている。この間、旧野口駅のプラットフォーム跡はモニュメントとなっている。山陽新幹線・山陽電鉄の高架裏には、ディーゼルカーの排気ガス特有の汚れがこびりついている。旧尾上駅のあった場所には線路と車輪を用いたモニュメントが設置されている。
旧尾上駅 - 旧第一加古川橋梁間の山陽電鉄との並行区間の一部は空き地として残っている。第一加古川橋梁は完全に撤去されている。
旧橋梁西詰から旧高砂駅間の線路跡は遊歩道に転用されている。この間、旧高砂北口駅の敷地は駐輪場に転用されているほか、付近は旧高砂工場引き込み線を含む複雑な線形に沿った形で建てられた建物が多く残り、複雑な街路となっている。旧高砂北口〜旧高砂駅のほぼ中間付近（北緯34.750543,東経134.802023）には腕木式信号機や転轍機操作てこがモニュメントとして残されている。旧高砂駅の敷地は一時期、バス停に転用された（後述）。

## 代替交通
- 廃線後、代替バス路線として神姫バスにより、加古川駅 - 鶴林寺経由 - 旧高砂駅間のルートが運行されたが、しばらくして鶴林寺を経由せず、旧高砂北口駅跡（山陽電鉄高砂駅前）で終端する短縮ルート[16]（神姫バス43系統）に変更されたのち、2020年11月の同社の路線改正で休止が決定した[17]。
- 旧高砂北口駅 - 旧高砂駅間のルートにあたる区間は、神姫バスの上記ルートを経て、じょうとんバス（高砂市コミュニティバス）が運行を担っている（宝殿駅行きなど市内を走行するルートのみで、加古川駅とは直結しない）。旧高砂駅跡のかつての線路にあたる部分には、クルドサック状のバス転回用道路が整備され、神姫バスによる運行期には、そこに「高砂南」停留所が設置されたが、同バス停がひとつ東側の通りに移転して以降、かつての転回所は用途のない行き止まりの道路になっている。

## 復活構想
関西圏都市交通研究会が、「加古川・高砂LRT」として当路線の復活を提言している。